# Gymnocalycium parvulum
Gymnocalycium parvulum ist eine Pflanzenart in der Gattung Gymnocalycium aus der Familie der Kakteengewächse (Cactaceae).

## Beschreibung
Gymnocalycium parvulum wächst einzeln oder im Alter sprossend mit graugrünen, kugelförmigen Trieben und erreicht bei Durchmessern von bis zu 3 Zentimetern (selten bis 5 Zentimeter) Wuchshöhen von bis zu 3 Zentimeter. Die neun bis 13 Rippen sind deutlich höckerig. Mitteldornen sind nicht vorhanden. Die fünf bis sieben fast borstenartigen, leicht gebogenen, gräulich weißen bis weißen oder hellbraunen Randdornen liegen meist an der Trieboberfläche an. Sie sind bis zu 4 Millimeter lang.
Die schlank röhren- bis trichterförmigen, weißen Blüten besitzen einen purpurfarbenen Schlund. Sie erreichen eine Länge von 4,5 bis 6 Zentimeter und weisen Durchmesser von 3 bis 4 Zentimeter auf. Die bläulich grünen, leicht bereiften Früchte sind spindel- bis keulenförmig. Sie sind fast 3 Zentimeter lang und erreichen einen Durchmesser von bis zu 1,8 Zentimeter.

## Verbreitung und Systematik
Gymnocalycium parvulum ist in den argentinischen Provinzen Córdoba und wahrscheinlich San Luis in Höhenlagen von 500 bis 1000 Metern verbreitet.
Die Erstbeschreibung als Echinocactus platensis var. parvulus erfolgte 1905 durch Carlos Luis Spegazzini. 1925 stellte er die Art in die Gattung Gymnocalycium. Ein weiteres nomenklatorisches Synonym ist Gymnocalycium platense var. parvulum (Speg.) Y.Itô (1962).

## Nachweise